# Liste der Kulturdenkmäler in Gackenbach
In der Liste der Kulturdenkmäler in Gackenbach sind alle Kulturdenkmäler der rheinland-pfälzischen Ortsgemeinde Gackenbach einschließlich der Ortsteile Dies und Kirchähr aufgeführt. Grundlage ist die Denkmalliste des Landes Rheinland-Pfalz (Stand: 21. Dezember 2021).

## Denkmalzonen
| Bezeichnung                     | Lage | Baujahr                 | Beschreibung | Bild            |
| ------------------------------- | --- | ----------------------- | --- | --------------- |
| Denkmalzone Ortskern Gackenbach | Gackenbach, Alte Hohl 11, An der Pumpe 1/Im Wiesengrund 2, Bergstraße 4, 7, Im Wiesengrund 1, Kapellenstraße 2, 4, Lindenstraße 1, 2, 4, Neue Hohl 8 Lage | 17. und 18. Jahrhundert | Ortskern des Haufendorfes beim Zusammentreffen mehrerer Straßen und Wege, offene Bebauung mit zahlreichen Wohnhäusern und Gehöften des 17. und 18. Jahrhunderts | Fotos hochladen |

## Einzeldenkmäler
| Bezeichnung                                                 | Lage                                             | Baujahr                  | Beschreibung | Bild                           |
| ----------------------------------------------------------- | ------------------------------------------------ | ------------------------ | --- | ------------------------------ |
| Wohnhaus                                                    | Gackenbach, Alte Hohl 11 Lage                    | 18. Jahrhundert          | Fachwerkhaus, teilweise massiv, 18. Jahrhundert                                                                             | Fotos hochladen                |
| Wohnhaus                                                    | Gackenbach, An der Pumpe 1/Im Wiesengrund 2 Lage | 17. oder 18. Jahrhundert | Fachwerkhaus, verkleidet, wohl aus dem 17. oder 18. Jahrhundert                                                             | BW                             |
| Wohnhaus                                                    | Gackenbach, Bergstraße 4 Lage                    | 18. Jahrhundert          | Fachwerkhaus, teilweise massiv, 18. Jahrhundert                                                                             | Fotos hochladen                |
| Wohnhaus                                                    | Gackenbach, Kapellenstraße 2 Lage                | 18. Jahrhundert          | Fachwerkhaus, teilweise massiv und verkleidet, 18. Jahrhundert                                                              | Fotos hochladen                |
| Wohnhaus                                                    | Gackenbach, Kapellenstraße 4 Lage                | 17. oder 18. Jahrhundert | Fachwerkhaus mit erhöhtem Niederlass, verkleidet, wohl aus dem 17. oder 18. Jahrhundert                                     | Fotos hochladen                |
| Katholische Kirche St. Bartholomäus und Sebastian           | Gackenbach, Kirchstraße 2 Lage                   | 1879 ff.                 | kreuzförmiger neugotischer Bau, 1879 ff.; in der Kirche: mittelrheinischer Flügelaltar, um 1480                             | weitere Bilder Fotos hochladen |
| Quereinhaus                                                 | Gackenbach, Neue Hohl 8 Lage                     | 18. Jahrhundert          | Fachwerk-Quereinhaus, teilweise massiv, 18. Jahrhundert                                                                     | Fotos hochladen                |
| Hofanlage                                                   | Dies, Hübinger Straße 1 Lage                     | 18. Jahrhundert          | Hofanlage; Fachwerkhaus, teilweise massiv, 18. Jahrhundert, Fachwerkscheune, teilweise massiv, wohl aus dem 18. Jahrhundert | Fotos hochladen                |
| Pfarrhaus                                                   | Kirchähr, Am Jugendheim Lage                     | 1682                     | ehemaliges Pfarrhaus; Fachwerkbau, teilweise massiv und verschiefert, angeblich von 1682                                    | weitere Bilder Fotos hochladen |
| Alte katholische Pfarrkirche St. Bartholomäus und Sebastian | Kirchähr, Totenweg 2 Lage                        |                          | kleines Schiff, im Kern wohl romanisch, romanischer Westturm, Chor und südliches Seitenschiff spätgotisch                   | weitere Bilder Fotos hochladen |